# خرفار صغير
خرفار صغير أو عين القط (الاسم العلمي: Phalaris minor) هو نوع نباتي يتبع جنس الخرفار من فصيلة النجيلية.

## الموئل والانتشار
موطنه العراق ومناطق الوطن العربي المتوسطية (بلاد الشام ومصر والمغرب العربي) وجنوب أوروبا وتركيا والقوقاز.

## مرادفات للاسم العلمي
- (باللاتينية: Phalaris arundinacea var. minor (Retz.) Paunero)
- (باللاتينية: Phalaris mauritii Sennen)